# Henry Akinwande
Henry Akinwande (* 12. Oktober 1965 in London) ist ein ehemaliger nigerianisch-britischer Boxer und ehemaliger WBO-Weltmeister im Schwergewicht.

## Amateur
Als Amateur wurde Akinwande 1988 und 1989 britischer Schwergewichtsmeister, 1989 gewann er dabei im Finale gegen Herbie Hide. 1988 nahm er für Großbritannien an den Olympischen Spielen in Seoul teil, verlor aber schon im ersten Kampf gegen den späteren Silbermedaillengewinner Arnold Vanderlyde.

## Profikarriere
1989 wurde Akinwande Profi. Nach 18 Siegen boxte er in Berlin gegen Axel Schulz um die Europameisterschaft. Im ersten Kampf 1992 trennten sich beide unentschieden, den Rückkampf gewann Akinwande 1993 klar.
Nach zwei Titelverteidigungen, unter anderem gegen Mario Schießer, siedelte er in die USA über und unterschrieb bei Don King. Dort schlug er 1995 Tony Tucker und gewann 1996 gegen Jeremy Williams den vakanten WBO-Weltmeistertitel. Er verteidigte ihn gegen Alexander Solkin und den Briten Scott Welch.
Dann legte er den Titel nieder und forderte 1997 WBC-Weltmeister Lennox Lewis heraus. In einer denkwürdig schwachen Vorstellung wurde er schon in der fünften Runde wegen exzessiven Klammerns disqualifiziert und seither in den USA nicht mehr ernst genommen.
2001 erlitt er seine zweite Niederlagen durch K. o. in der zehnten Runde gegen Oliver McCall. 2003 konnte er Timo Hoffmann besiegen. Seit 2005 stand er beim Boxstall von Wilfried Sauerland unter Vertrag. Im November 2006 unterlag er dem Ukrainer Oleg Platow nach Punkten.
Seinen letzten Kampf bestritt Akiwande im Juli 2008, er verlor dabei gegen späteren WBO-Europameister Ondrej Pala.